# バーチャル・フリーダム
『バーチャル・フリーダム』は、2021年12月10日にワーナーミュージック・ジャパンより発売されたCAPSULEのデジタルシングルである。

## プロモーションについて

### Twitterでのアンケート
本作発売の1週間前となる2021年12月3日にワーナーミュージック・ジャパンのTwitterアカウントにてアンケートが配信された。そのアンケートに答えると、「バーチャル・フリーダム」の30秒の試聴用音源を聴くことができる。アンケートの内容は、「2022年にCAPSULEに期待することは何か」である。

### Twitterでの楽曲シェアキャンペーン
発売日の日本時間12月10日0時から、同月23日23時59分までの2週間、対象となっていた音楽配信サービスのTwitterの楽曲シェア機能を使用して、ハッシュタグ「#バーチャルフリーダムCP」を入力して投稿した者の中から抽選で50人に、ジャケットで使用されている「バーチャル・フリーダム」のカセットテープが贈呈される。テープの収録内容は以下の通りである。
| #  | タイトル                   | 作詞 | 作曲・編曲 |
| -- | -------------------------- | ---- | ---------- |
| 1. | 「バーチャル・フリーダム」 |      |            |

| #  | タイトル                                        | 作詞 | 作曲・編曲 |
| -- | ----------------------------------------------- | ---- | ---------- |
| 1. | 「バーチャル・フリーダム (オリジナルカラオケ)」 |      |            |

B1.「バーチャル・フリーダム (オリジナルカラオケ)」はのちに、アルバム『メトロパルス』の初回限定版ディスクに「バーチャル・フリーダム (Instrumental)」として収録された。

## 楽曲について
バーチャル・フリーダム
作詞・作曲・編曲：中田ヤスタカ